# Japón en los Juegos Olímpicos de Vancouver 2010
Japón estuvo representado en los Juegos Olímpicos de Vancouver 2010 por un total de 91 deportistas que compitieron en 14 deportes.  
La portadora de la bandera en la ceremonia de apertura fue la patinadora de velocidad Tomomi Okazaki.

## Medallistas
El equipo olímpico japonés obtuvo las siguientes medallas:
| Nombre                                | Deporte               | Competición            |
| ------------------------------------- | --------------------- | ---------------------- |
| Oro                                   |                       |                        |
| —                                     |                       |                        |
| Plata                                 |                       |                        |
| Mao Asada                             | Patinaje artístico    | Individual F           |
| Keiichiro Nagashima                   | Patinaje de velocidad | 500 m M                |
| Masako Hozumi Nao Kodaira Maki Tabata | Patinaje de velocidad | Persecución por eqs. F |
| Bronce                                |                       |                        |
| Daisuke Takahashi                     | Patinaje artístico    | Individual M           |
| Joji Kato                             | Patinaje de velocidad | 500 m M                |